# Class EE1
De Class EE1 (Electric Express 1) was een elektrische locomotief die in 1922 door de North Eastern Railway in gebruik werd genomen. De eigendom ging over naar de London and North Eastern Railway in 1923 en British Railways in 1948. De locomotief werd gebruikt in het tijdperk voorafgaand aan de computernummering.

## Beschrijving
In de jaren '10 van de twintigste eeuw maakte de North Eastern Railway plannen voor de elektrificatie van haar hoofdlijn tussen York en Newcastle en deze locomotief werd ontworpen voor reizigerstreinen. Voor de destijds gebruikelijke stoomverwarming werd de locomotief voorzien van een elektrische stoomgenerator.
De wielindeling was net als bij een 4-6-4 stoomlocomotief met aangedreven wielen van 2,032 meter doorsnee. Elk van de aangedreven assen was voorzien van twee tractiemotoren. Elektrische locomotieven volgens dit ontwerp was destijds gebruikelijk in de Verenigde Staten en Europa, maar dit is het enige voorbeeld op het Britse spoor.
Na de spoorwegwet van 1921 liet de nieuw gevormde London and North Eastern Railway in 1923 het elektrificatie programma vallen en behalve voor een paar proefritten op de Shildonlijn is de locomotief nooit gebruikt. De locomotief haalde de oprichting van British Railways maar werd in augustus 1950 uitgerangeerd en op 15 december gesloopt.
Net als de andere elektrische locomotieven van LNER werd de locomotief met nr 13 pas op 4 oktober 1945 in een reeks ingedeeld, in dit geval EE1 (Electric Express 1). In mei 1946, werd de 13 omgenummerd in 6999, bij British Railways werd het in 1948 nr.26600.

## Gegevens
- Nummering: (NER) 13; (LNER) 6999; (BR) 26600
- Asindeling: 2-Co-2
- In dienst: 1922
- Bouwer: North Eastern Railway
- Motoren: 6x300pk, Metropolitan-Vickers
- Vermogen: 1342 kW
- Stroomsysteem: 1.500 V = bovenleiding